# برج طغرل

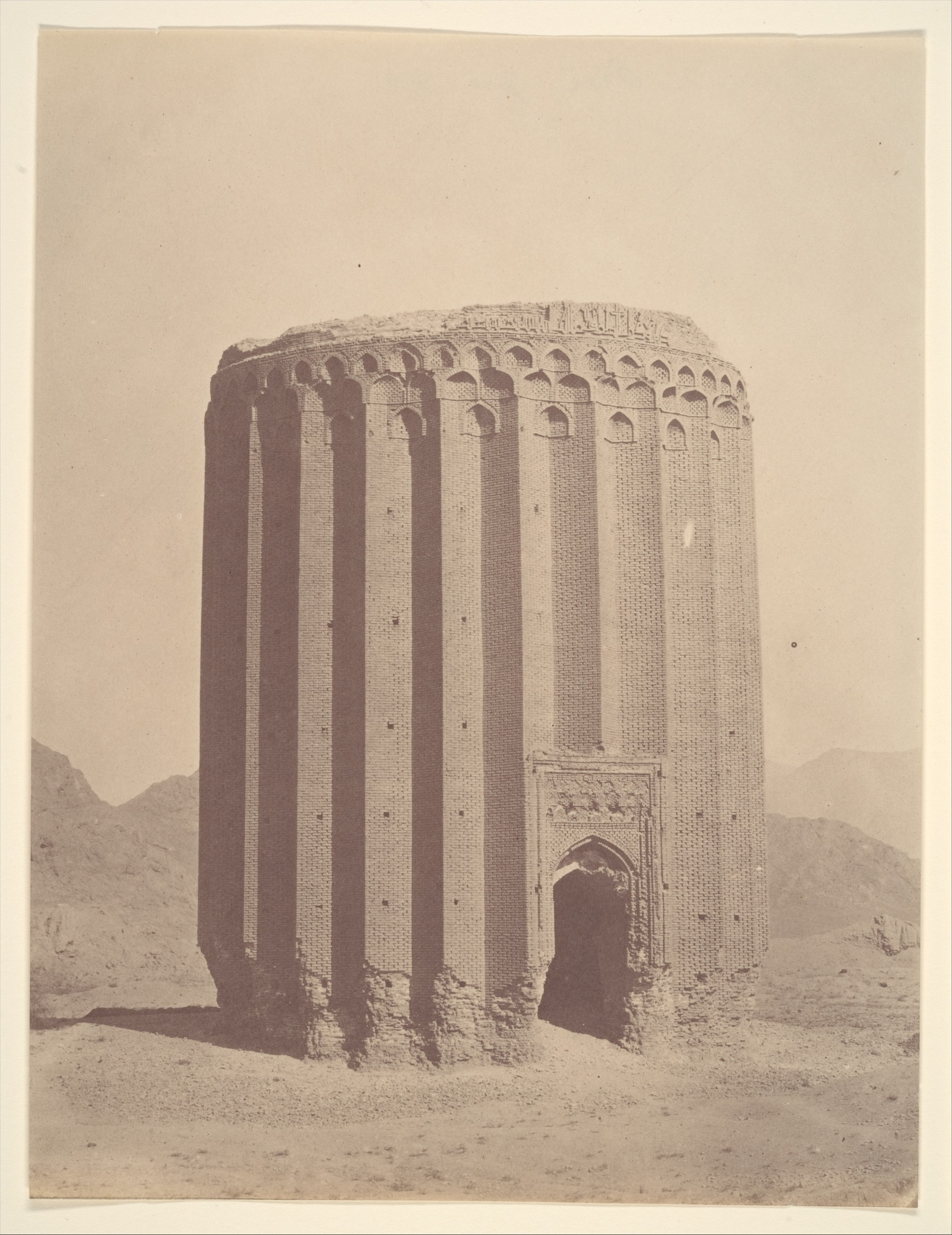
حدود سالهای ۶۰–۱۸۴۰

برج طغرل آرامگاه طغرل بیک است. در شرق آرامگاه ابن بابویه در خیابان ابن بابویه شهر ری واقع شده‌است و از آثار به جا مانده از دورهٔ سلجوقیان است. ارتفاع برج حدود ۲۰ متر می‌باشد (بدون احتساب گنبد مخروطی شکلی که امروزه اثری از آن نمانده) به اعتقاد برخی از کارشناسان این برج شبیه عقربه‌های ساعت بوده و می‌توان از روی تابش آفتاب بر روی کنگره‌های آن زمان را تشخیص داد.

## چالش‌ها دربارهٔ شخصیت مدفون در بنا

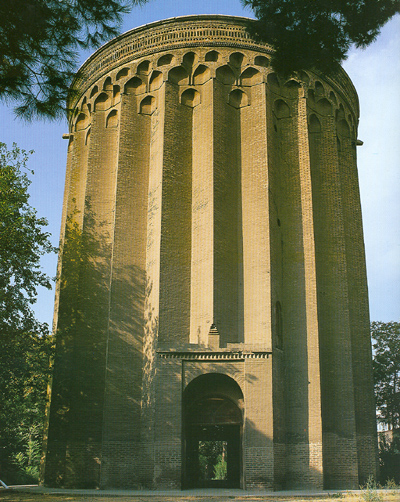
برج طغرل ری، ایران. آرامگاه قرن دوازدهم حاکم سلجوقی طغرول.

چالش و اختلافات فراوانی میان کارشناسان و مورخان دربارهٔ شخصیت مدفون در این بنا وجود دارد. عده‌ای آن را آرامگاه طغرل بیک سلجوقی می‌دانند و در مجمل‌التواریخ صفحهٔ ۴۶۵ این‌گونه آمده‌است که «سلطان طغرل‌بیک شهر ری وفات رسید و تربتش آنجا برجاست». مورخ ترکیه ای، فارق سومر نیز محل دفن طغرل را همین مکان می‌داند.
در کتاب النقض نوشته شده توسط عبدالجلیل رازی در قرن ششم هجری قمری به وجود بنایی باشکوه برای آرامگاه طغرل اشاره شده‌است؛ و وی در پاسخ به سؤال یک فرد از اهل سنت که در کتابش ساخت مقابر توسط شیعیان را سخره نموده بود پس از ضمن برشمردن شباهت این کار با اقدامات انجام گرفته توسط خلیفه اهل سنت در مکه و مدینه می‌نویسد که:
«و گر این مصنّف به کعبه و مدینه نرسیده‌است عجب است که گورخانهٔ سلطان کبیر سعید طغرل-رحمه اللّه-بری ندیده‌است با چندینی زینت و آلت بعد از صدسال با این حال از زمان» که با توجه به موطن عبدالجلیل که در شهر ری می‌باشد به نظر می‌رسد نظر او همین شهر ری بوده‌است
محمد محیط طباطبایی این بنا را متعلق به ابراهیم خواص می‌دانست و خودش هم پس از مرگ در جوار این برج در سال ۱۳۷۱ به خاک سپرده‌شد.

## کاربردهای برج طغرل

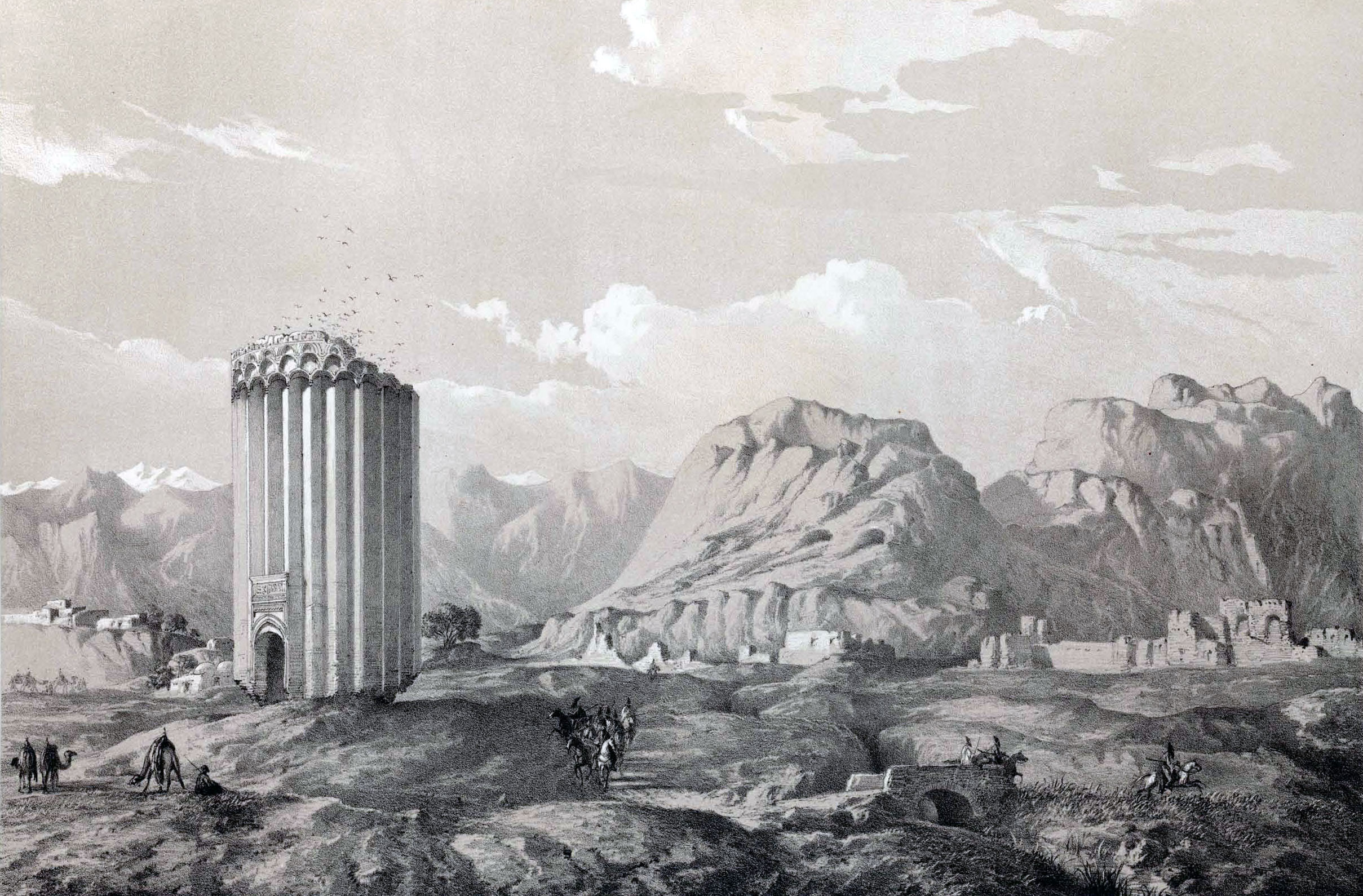
در کتاب پاسکال کوست (منتشر شده در زمان محمدشاه قاجار) دو نقاشی و یک طراحی کامل همراه با گنبد، از این برج وجود دارد و نام آن را برج نیمه ویران خلیفه یزید آورده‌است.

گفته می‌شود از جمله کاربردهای این برج استفاده در شب‌های تار با استفاده از روشن کردن آتش بر باروی بلند آن برای راهنمای مسافران جاده ابریشم که از جانب خراسان به جانب ری می‌آمدند، بوده و در روز احتیاجات گاهشماری مردم را مرتفع نموده‌است.
بنا به گفته منوچهر آرین در مقاله «نگاه دیگری به برج‌ها» اطلاق واژه برج به این بنا و بناهای مشابه از آن جا که برج به منازل عبور حرکت سالانه خورشید در دائرةالبروج گفته می‌شود حکایت از این مطلب دارد که گذشتگان از این روی سایه‌های این ابنیه و دریچه‌های گذر نور خورشید که در روی آن‌ها تعبیه شده پی به برجی که خورشید در آن غوطه‌ور می‌باشد می‌بردند زیرا که در هر برجی خورشید ارتفاع خاصّی در آسمان نسبت به افق و میل خاصّی نسبت به جهات جغرافیایی مناطق دارد. لاجرم سایه‌ها و طرز تابش آن متفاوت خواهد بود که از این تغییرات می‌توان در تعیین روزها و برج‌ها بهره برد و این فناوری به کار رفته در این ساختمان‌هاست که کلمهٔ برج را بر آن گذاشته‌اند.»
برج طغرل علاوه بر این ویژگی، ویژگی منحصر به فرد دیگری به نام ساعت آفتابی دارد که در دل کنگره‌های آن پنهان شده؛ شاید مورد مشابه آن در تاریخ علم کمتر یافت شود. حول این برج از نمای بیرونی ۲۴ کنگره با زاویه حاده جلوه‌گر شده که اگر در روبروی درگاه آن بایستید گویی شیری با دهانی باز به شما می‌نگرد. در دقّت در این بنا از آن جا که این کنگره‌ها دور تا دور این اثر را فرا گرفته به گونه‌ای خاص طراحی شده که اگر چنانچه طلوع آفتاب اتفاق بیفتد در جانب شرق بنا کم‌کم یکی از کنگره‌ها روشن می‌شود و آفتاب درون آن می‌تابد، اگر نیم ساعت از طلوع آفتاب بگذرد، نصف کنگره روشن می‌شود. اگر یک ساعت از طلوع خورشید بگذرد یک کنگره به‌طور کامل روشن می‌شود و اگر چنانچه ۲ ساعت بگذرد ۲ کنگره روشن می‌شود، همین‌طور اگر ۳ساعت بگذرد ۳کنگره تا هنگامی که به لحظه‌ای می‌رسیم که خورشید روی نصف النهار منطقه قرار می‌گیرد؛ یعنی بیش‌ترین ارتفاع خود را از افق دارد، در این هنگام خورشید درست در بالای سر در جنوبی برج قرار می‌گیرد چرا که درب‌های برج کاملاً شمالی جنوبی بوده و روی نصف‌النهار واقع است. در این هنگام سایه تیغه‌ای که بالای سر سردرب ورودی است درست در بالای تبری ضربی گونه سر در قرار گرفته و حکایت از لحظه اذان ظهر می‌کند و در زمستان که ارتفاع خورشید پایین‌تر است در لحظه ظهر خورشید از درب جنوبی درست وسط برج می‌تابد. اگر چنانچه خورشید از لحظه ظهر زوال‌پذیر و به جانب غرب گرایش یابد حال کنگره‌های جانب غرب شروع به روشن شدن می‌کند. اگر نیم ساعت از لحظه ظهر بگذرد نیمی از کنگره از جانب غرب روشن می‌شود اگر یک ساعت بگذرد یکی از کنگره‌ها و اگر ۲ساعت از ظهر بگذرد نیمی از کنگره‌ها روشن می‌شود و همین گونه تا خورشید غروب کند. پس از روی کنگره‌های این برج و روشن شدن آن توسط خورشید می‌توان مقدار گذشت زمان را از لحظه طلوع آفتاب، لحظه ظهر، و مقدار گذشت زمان از لحظه ظهر را محاسبه و تعیین نمود.

## مرمت و بازسازی
برج طغرل برای نخستین بار در سال ۱۳۰۱ هجری قمری و در پایان ۳۵امین سال پادشاهی ناصرالدین شاه مرمت و بازسازی شد. این مرمت به دستور شاه و به دست صدراعظم امین السلطان و توسط ابوالحسن خان معمارباشی انجام گرفت و لوحه‌ای مرمر بر سردر بنا نصب گردید. این بازسازی بنا را از خطر نابودی نجات داد ولی ظرافت کاری‌های قدیمی و بقعهٔ کتیبهٔ کوفی آن را از بین برد.
بعد از انقلاب ۱۳۵۷ سال‌ها این بنا متروک بود تا در اوایل دههٔ هفتاد بار دیگر مورد بازسازی قرار گرفت و به‌طور جدی در نیمهٔ سال ۱۳۷۷ آغاز و در زمستان ۱۳۷۹ به پایان رسید. در حال حاضر بازسازی بنا به دست منطقه ۲۰ شهرداری تهران در محوطه‌ای به وسعت ۲ هکتار و به منظور گسترش و ساختن فرهنگسرا، کتابخانه، موزه و رستوران در حال انجام می‌باشد. این بنا بار دیگر در سال ۱۴۰۲ مرمت شد.

## نگارخانه

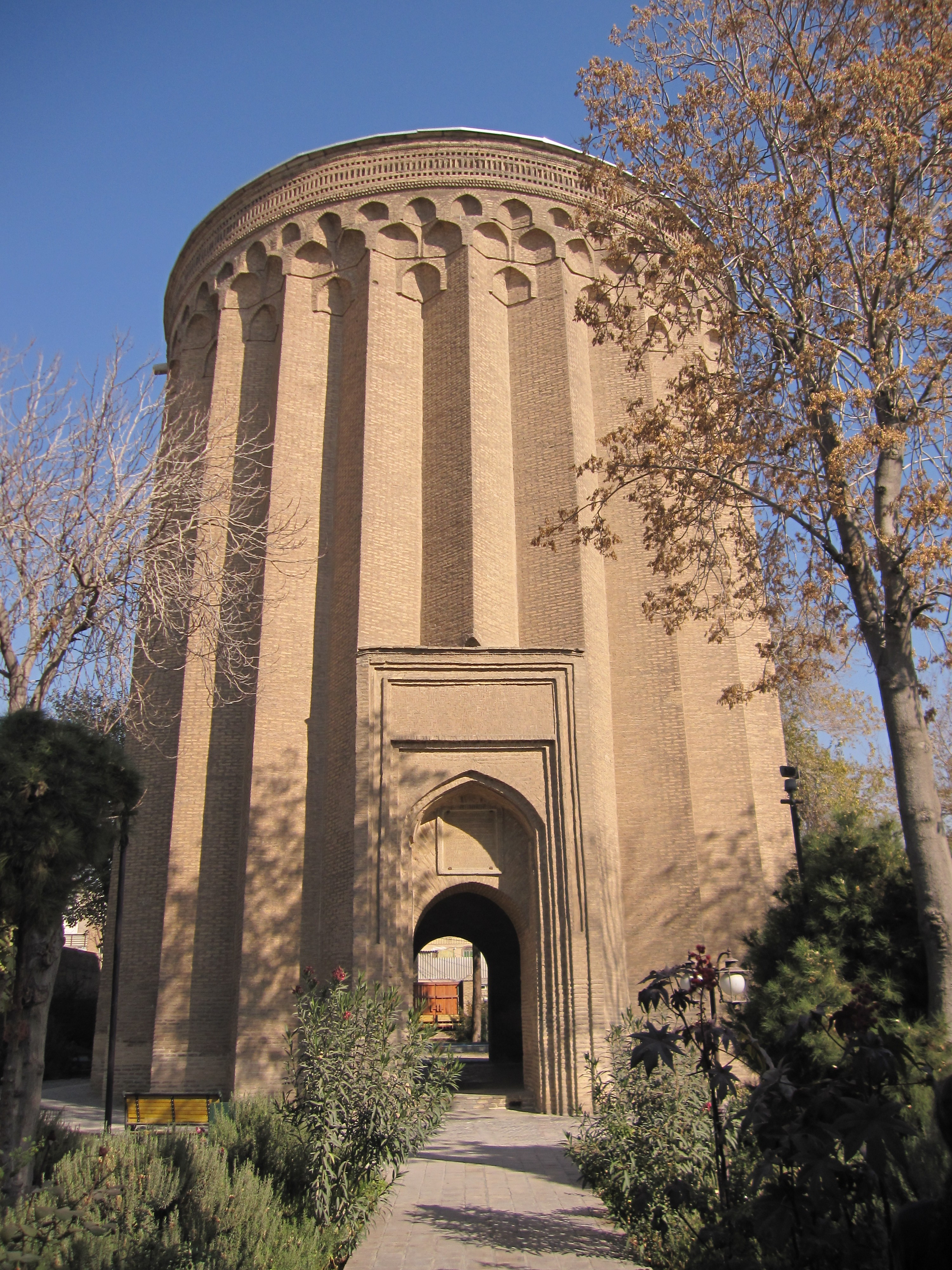
برج طغرل
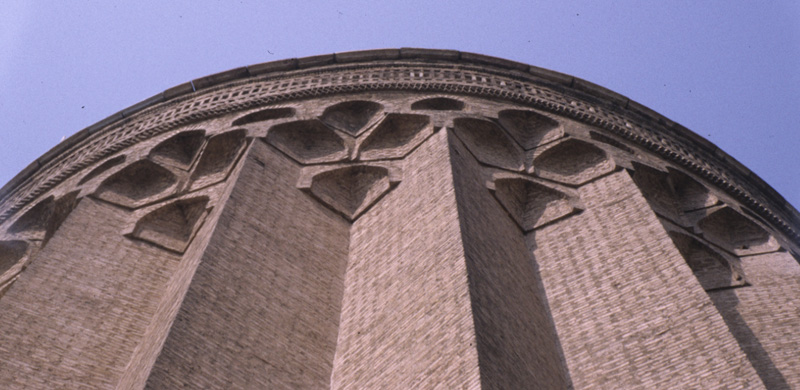
آجرکاری قسمت بالایی
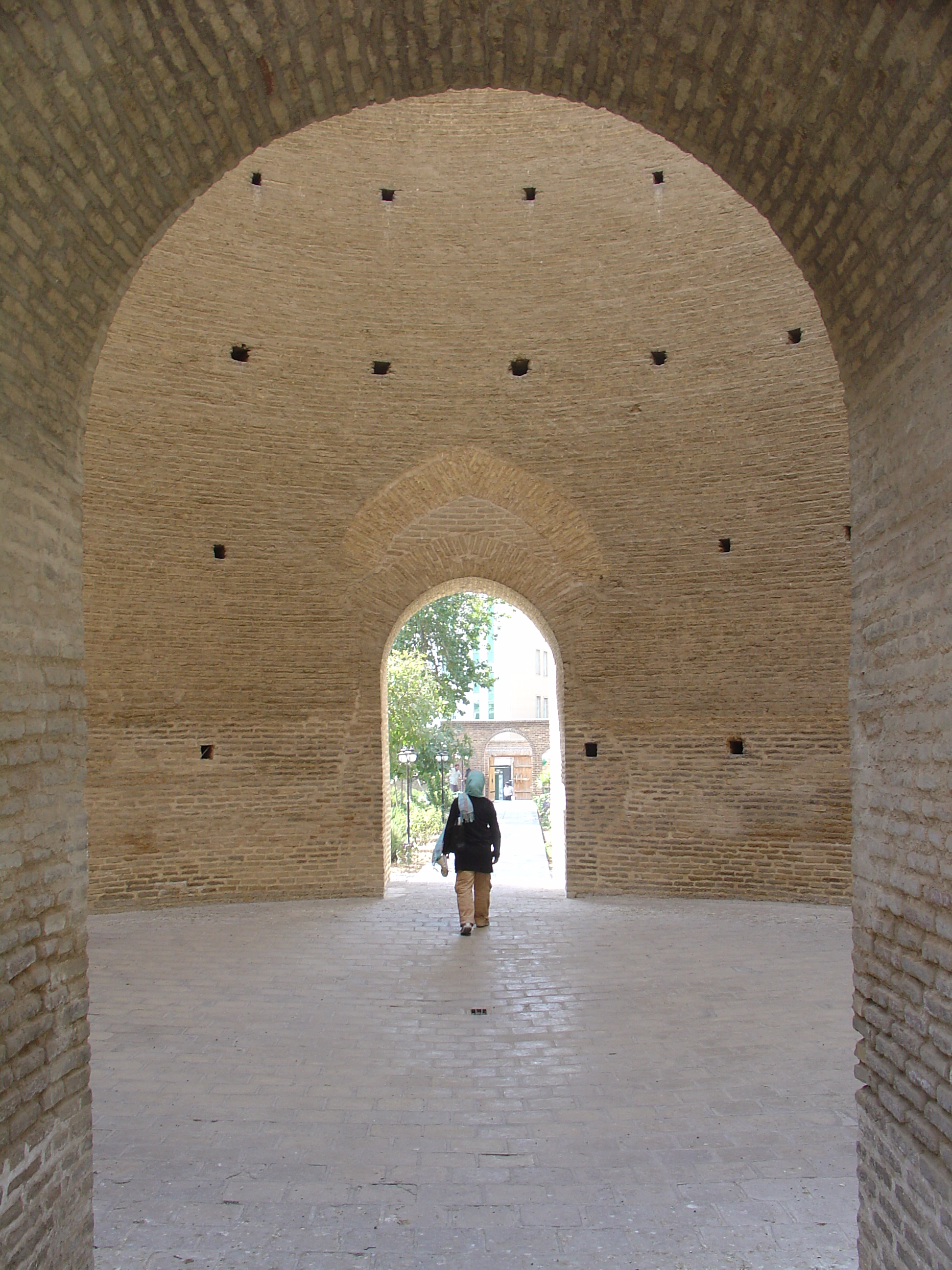
ورودی و داخل بنا
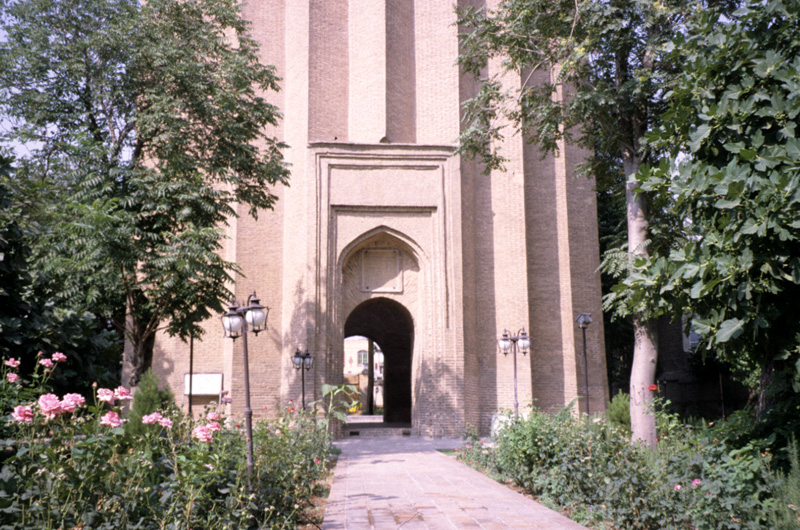
نمایی از ضلع جنوبی
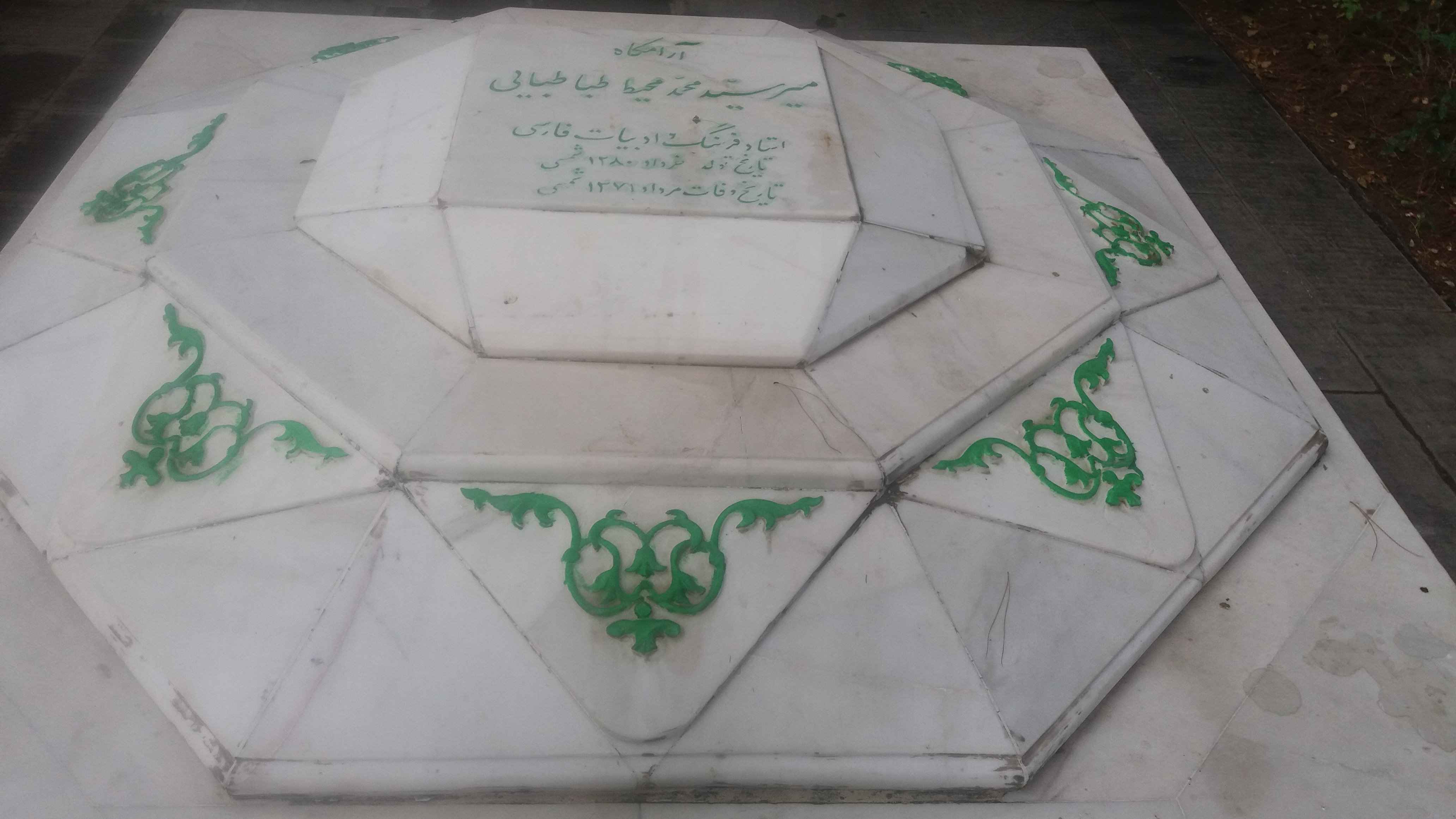
قبر محمد محیط طباطبایی در کنار برج طغرل - آبان ۱۳۹۴
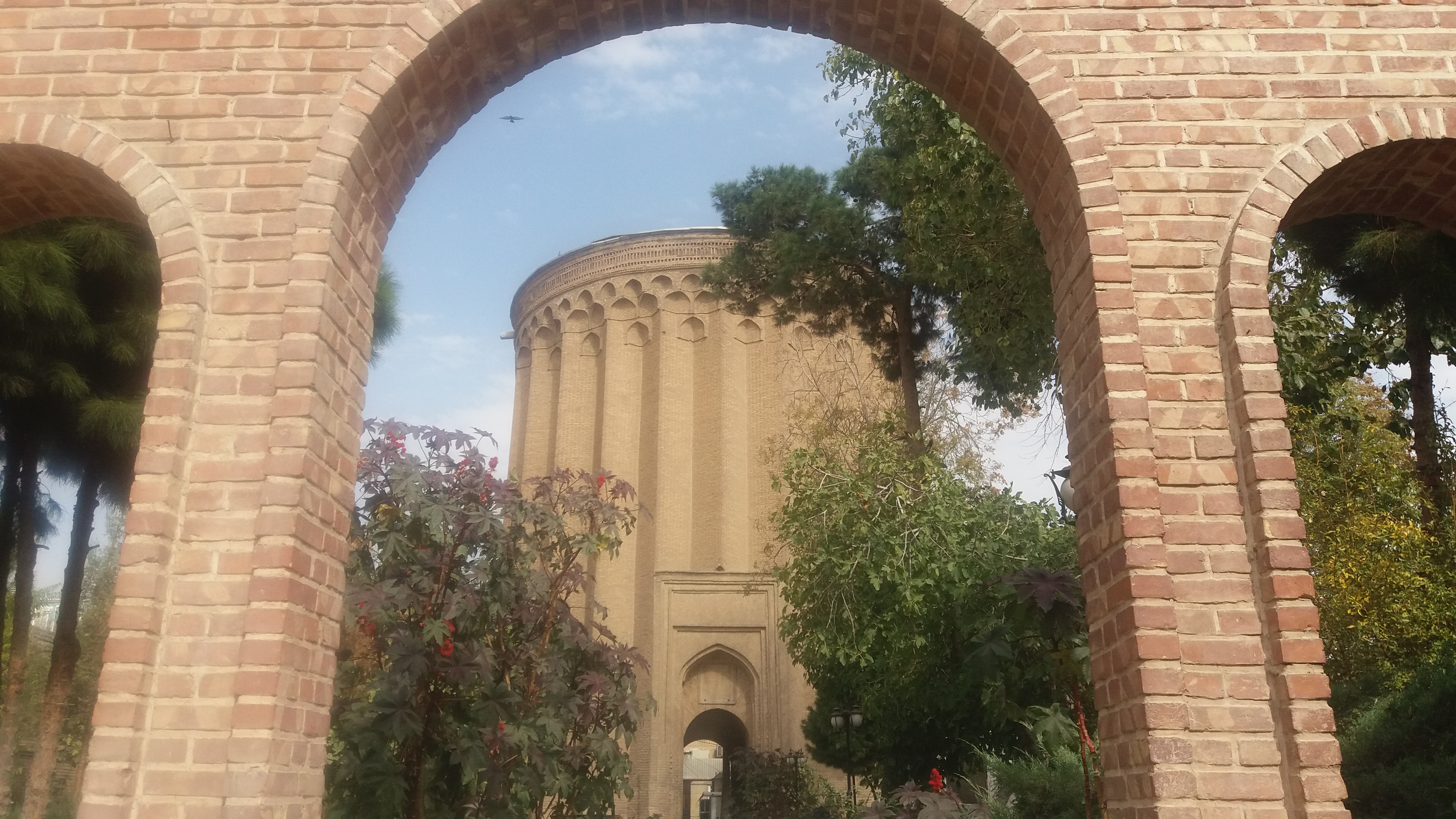
برج طغرل - آبان ۱۳۹۴
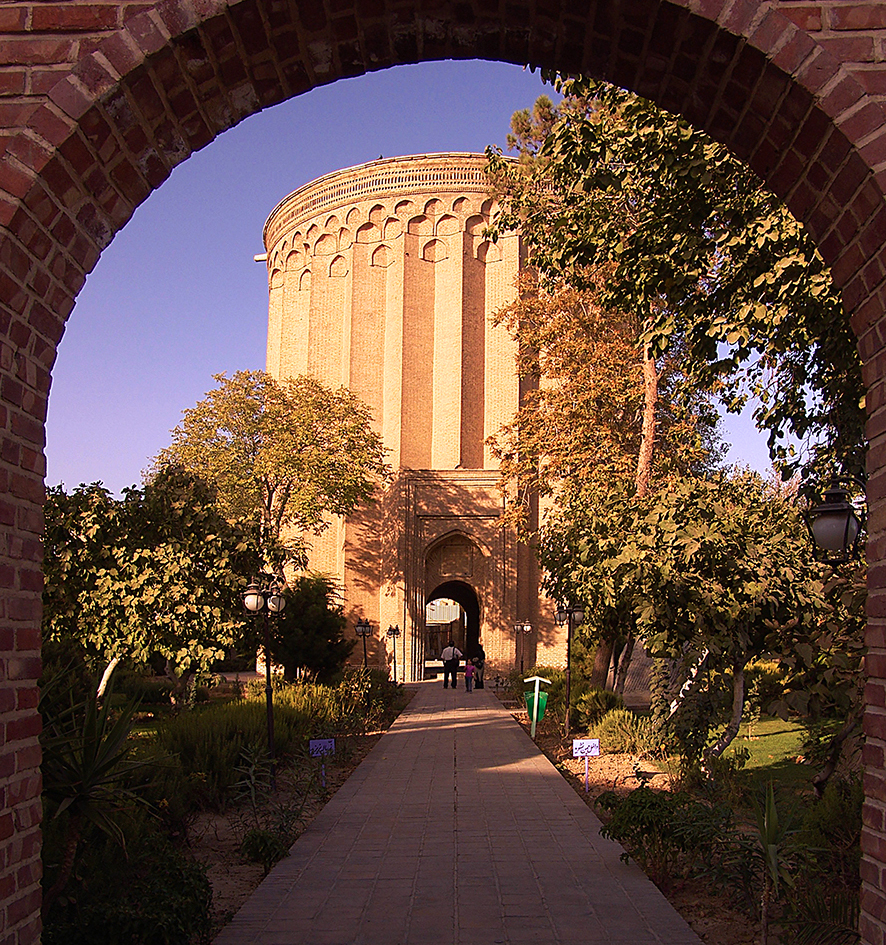
برج طغرل
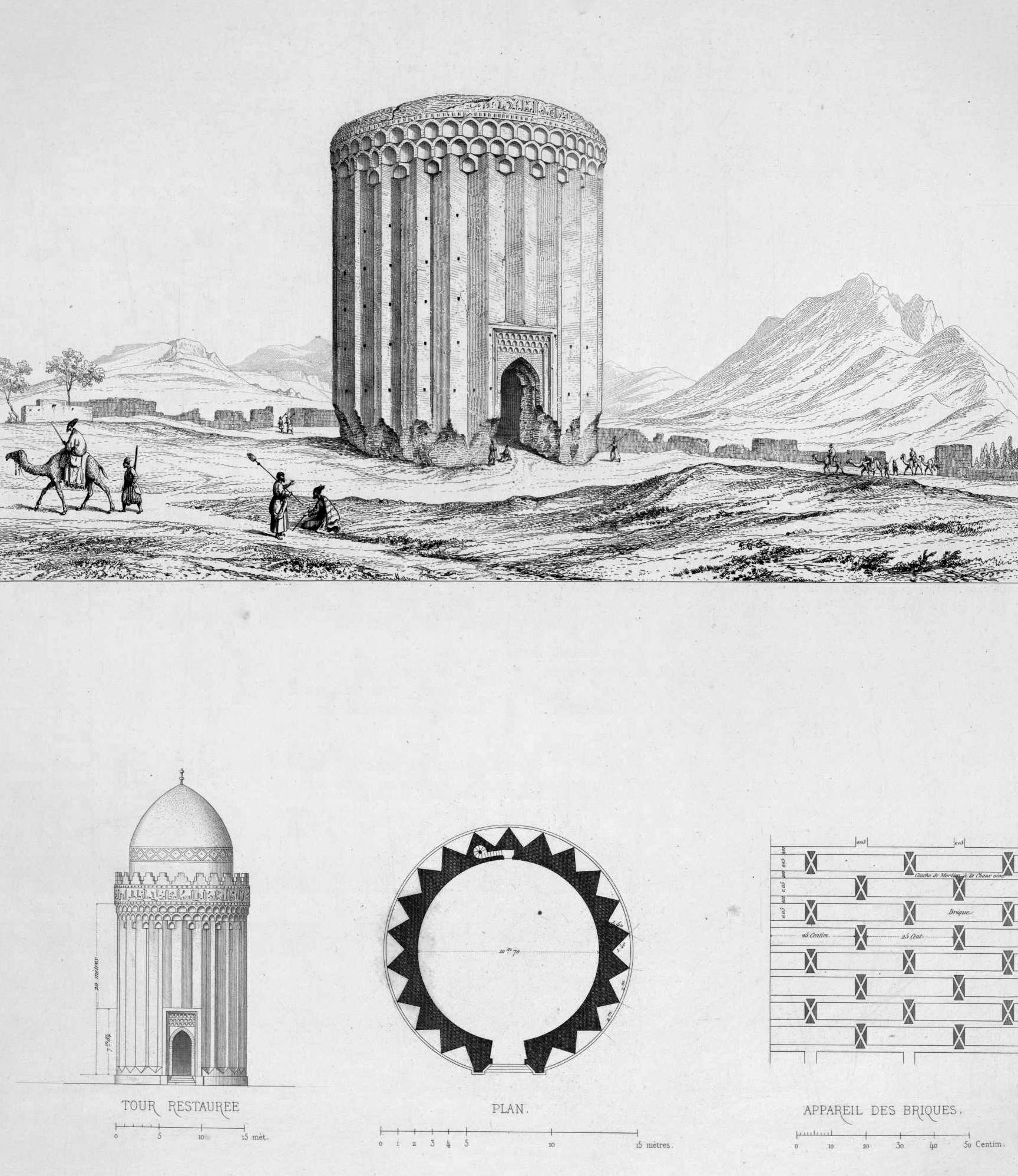
جزئیات برج طغرل اثر پاسکال کوست (نقاش و معمار فرانسوی)
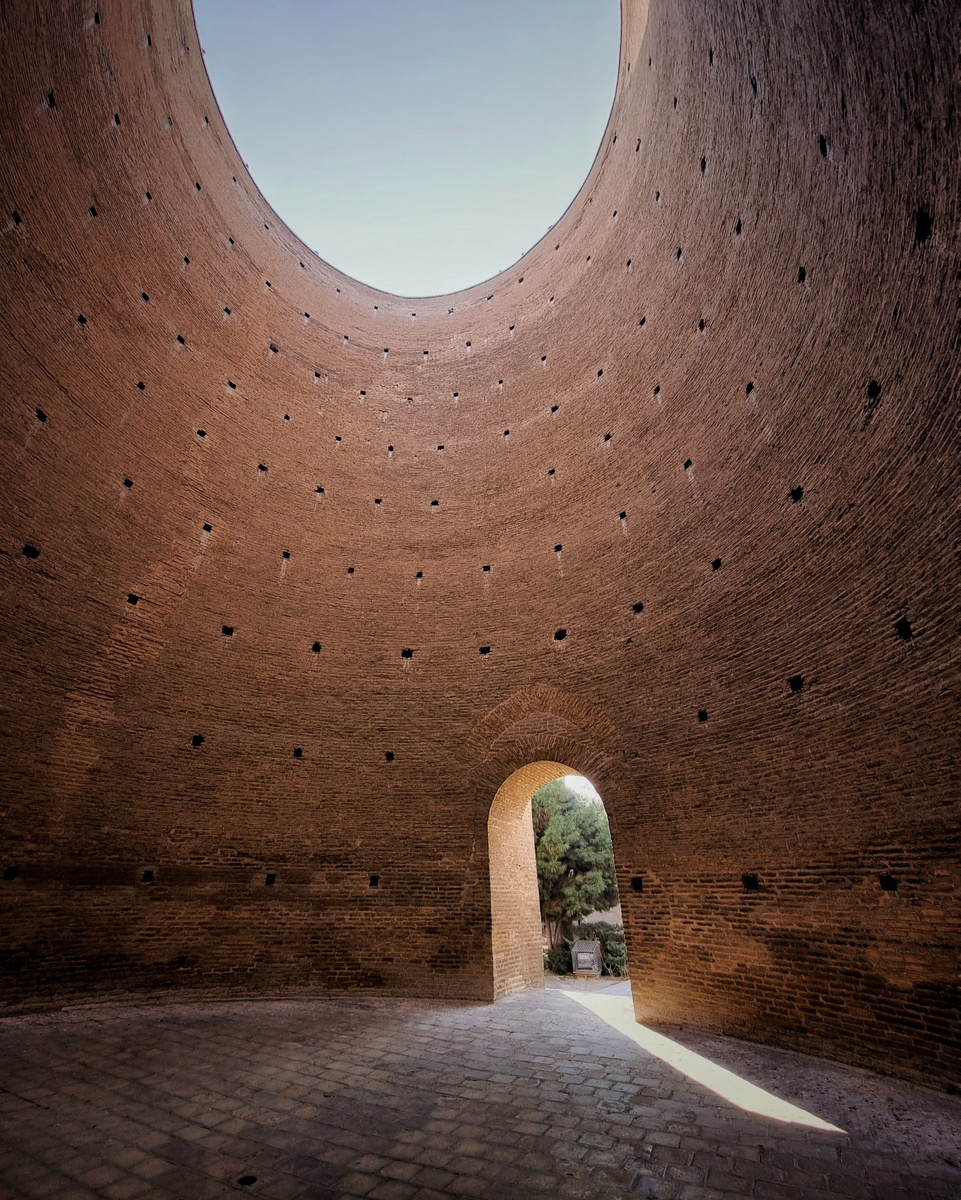
نمای داخلی برج
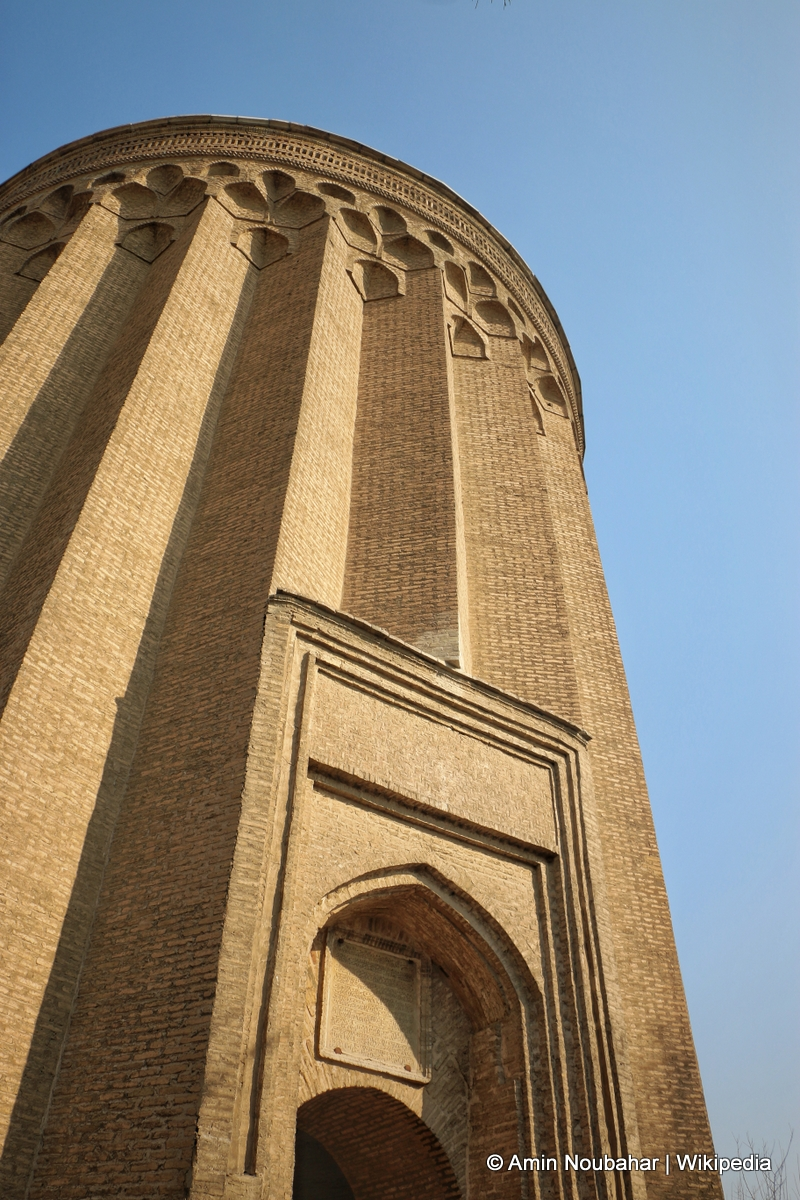
نمایی از ورودی غربی برج طغرل و کتیبه نصب شده بالای آن
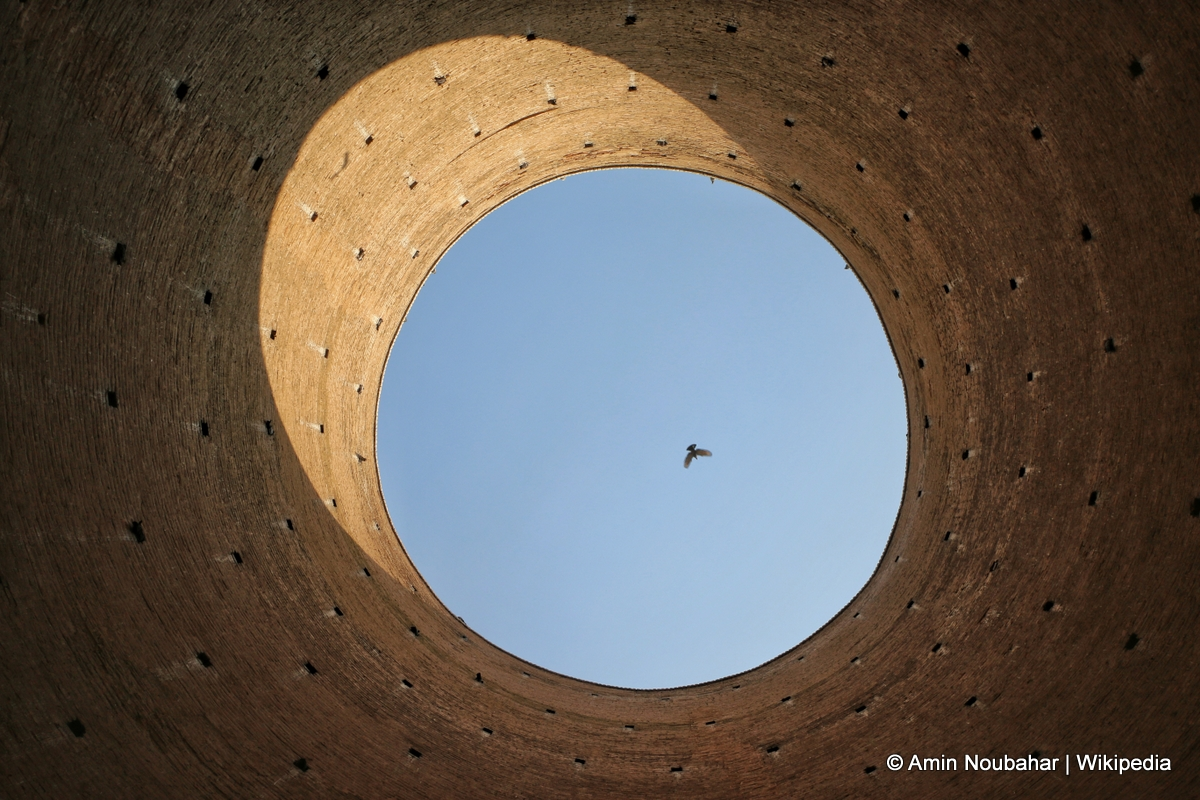
نمای آسمان از داخل بنا